# Aniceto Latorre
Aniceto Latorre (Salta, 1816 - Metán, 1891) fue un militar argentino, caudillo federal de la provincia de Salta durante las últimas guerras civiles argentinas.

## Biografía
Era hijo del comandante de gauchos Pablo Latorre. Hizo sus primeras armas en su adolescencia, a órdenes de su padre, luchando contra los partidarios del general José Ignacio Gorriti y Rudecindo Alvarado. Participó en la victoria de su padre en 1832, en la batalla de Cerrillos, que le permitió a éste ser nombrado gobernador, y fue ascendido a capitán. También luchó en la derrota de Castañares, que le costó a su padre el gobierno y la vida.
Furioso contra el caudillo tucumano Alejandro Heredia, responsable indirecto por la muerte de su padre, se identificó con sus enemigos, los unitarios. Se unió al gobernador unitario Manuel Solá, y en 1840 hizo con él la campaña por Santiago del Estero hasta Córdoba. Desde entonces acompañó al general Juan Lavalle, con el que hizo la campaña de La Rioja y luchó en la batalla de Famaillá; acompañó los restos mortales de Lavalle hasta Bolivia. Pero desde esa época entró en conflictos con los unitarios.
Regresó a Salta en julio de 1842 y firmó un tratado con el gobernador salteño Manuel Antonio Saravia, por el cual reconocía las autoridades de la Confederación Argentina y fue nombrado jefe de la frontera con los indígenas de la región chaqueña.
Apenas llegada la noticia de la batalla de Caseros, en los primeros días de marzo de 1852, una revuelta dirigida por Tomás Arias depuso al gobernador Aguirre, que acababa de reemplazar al caudillo Saravia. Latorre apoyó a Arias, que fue elegido gobernador por la legislatura.
A fines de ese año de 1852, Saravia se alió con el depuesto caudillo tucumano Celedonio Gutiérrez y lo ayudó a recuperar el poder. Enseguida partió a Salta con fuerzas tucumanas, pero éstas fueron llamadas por Gutiérrez para enfrentar la invasión del santiagueño Antonino Taboada a su provincia. Saravia ya estaba "jugado", de modo que enfrentó solo a las fuerzas de Arias, que comandaba Aniceto Latorre, y fue vencido en la batalla de Río del Rosario.
Latorre fue ascendido a coronel, y más tarde se identificó con el partido federal de José María Todd, enfrentado al unitario de Solá y los hermanos Puch. Fue ascendido a general por el presidente Santiago Derqui y nombrado comandante de armas de la provincia por el gobernador Todd.
A fines de 1861, apenas conocidas las noticias de la batalla de Pavón, se unió a Gutiérrez y al gobernador catamarqueño Octaviano Navarro. Derrotaron al gobernador tucumano Benjamín Villafañe y a su ministro José María del Campo en la batalla del Rincón del Manantial. Al poco tiempo abandonó Tucumán, y Gutiérrez fue vencido en dos batallas por Taboada, que colocó en el gobierno a Campo.
Poco después, cuando llegaron las noticias del avance porteño por el interior, Todd renunció y se refugió en la provincia de Jujuy, acompañado por el general Latorre lo acompañó. Éste fue confinado al pueblo de Tilcara.
En mayo de 1864, Latorre reunió una montonera de gauchos federales, con la cual invadió la ciudad de Salta. Fue rechazado y obligado a rendirse, y quedó preso por varios días. Cuando recobró la libertad se exilió en Bolivia. 
Fue llamado nuevamente en 1865, para reunir el contingente de la provincia para la guerra del Paraguay. Se habían perdido los documentos de su ascenso a general, y protestó porque se lo llamaba coronel: pero el gobernador se negó a reclamar en su nombre al gobierno nacional. Al frente del “Batallón Salta” marchó a la guerra y peleó en Paso de la Patria, Estero Bellaco, Tuyutí y Boquerón.
En enero de 1867 fue enviado a las provincias del interior, para participar en la represión de los últimos caudillos, los cuales, dirigidos por Felipe Varela, aún mantenían en conmoción las provincias del noroeste. En estas circunstancias, recordó su pasado federal y dirigió una reacción de su partido contra el gobernador José Dávalos. Llegó a controlar todo el este de la provincia y avanzó hacia el valle de Lerma. Pero fue derrotado a principios de mayo en el Bañado, cerca de Chicoana, y se vio obligado a huir a pie por el monte.
No apoyó la invasión de Felipe Verla a Salta, a fines de ese mismo año, y esa actitud permitió su reincorporación al Ejército Argentino; pero no llegó a enterarse, porque acababa de huir a Bolivia. De allí pasó a Chile, y regresó a la Argentina. Se afincó en la provincia de Mendoza, estableciéndose como comerciante rural.
En 1874 apoyó la resistencia del gobernador Francisco Civit contra la invasión del general José Miguel Arredondo y acompañó al comandante Amaro Catalán en la primera batalla de Santa Rosa. Fueron derrotados, pero si Catalán pagó la derrota con su vida, Latorre permaneció junto a Civit hasta que la victoria del coronel Julio Argentino Roca en la segunda batalla de Santa Rosa, que permitió a aquel volver al gobierno. Latorre fue nombrado juez en la causa criminal de la Justicia Militar contra Arredondo, pero Roca — enterado de que se planeaba condenarlo a muerte — le permitió escapar.
Regresó a Salta en septiembre de 1875 y se estableció en una finca cerca de Metán. Allí falleció en noviembre de 1891.